# RWD Molenbeek
RWD Molenbeek, grundad 1909 och upplöst 2002, var en fotbollsklubb i kommunen Molenbeek-Saint-Jean i huvudstadsregionen Bryssel, Belgien.
Klubben grundades 1909 som White Star Woluwé Athletic Club, men bytte sedan namn ett flertal gånger och tog 1973 efter en sammanslagning med klubben Royal Daring Club Molenbeek det nya namnet Racing White Daring Molenbeek. Molenbeek hade sina största framgångar under 1970-talet då klubben ofta slutade i toppskiktet av den belgiska ligan, och även vann sin enda ligatitel säsongen 1974/1975. Säsongen 1976/1977 gick Molenbeek även till semifinal i Uefacupen, men missade finalen efter att ha spelat 1–1 på hemmaplan och 0–0 på bortaplan och därmed åkt ut på färre gjorda bortamål mot spanska Athletic Bilbao.
Efter flera års ekonomiska svårigheter gick RWD Molenbeek i konkurs 2002 och upplöstes därefter.

## Meriter
- Belgiska förstadivisionen (1): 1974/1975